# ترانوس (سوئد)
شهر ترانوس (به سوئدی: Tranås) در بخش ترانوس در کشور سوئد واقع شده است. جمعیت این شهر ۱۳۳۶٫۴۷  نفر است.